# (25359) 1999 TW11
1999 تي دابليو 11 (ويعرف أيضًا باسم (25359) 1999 تي دابليو 11 وفق تسمية الكوكب الصغير) (بالإنجليزية: 1999 TW11)‏ هو كويكب ضمن حزام الكويكبات؛ وترتيبه 25359 من حيث الاكتشاف.
اكتُشف هذا الجُرم الفلكي بواسطة كورادو كورليفيتش في 10 أكتوبر 1999.

## وصلات خارجية
- (25359) 1999 TW11 في قاعدة بيانات مختبر الدفع النفاث لأجرام النظام الشمسي الصغيرة

- الاكتشاف · مخطط المدار ·  العناصر المدارية · المعلمات المادية

- (25359) 1999 TW11 على موقع ويكي سكاي: DSS2, SDSS, GALEX, IRAS, Hydrogen α, X-Ray, Astrophoto, Sky Map, Articles and images